# الأخرس (مسلسل)
الأخرس، مسلسل كويتي، إنتاج 2004 متكون من 15 حلقة.

## ملخص القصة
وتدور أحداثه في خمس عشرة حلقة وخلال أحداث المسلسل تتعرض عبير أحمد للقتل بعد صراع مع شاب اختلفت معه على بعض أمورهما الخاصة وتدور الأحداث بعد ذلك حول السر في مقتلها.

## بطولة
جاسم النبهان

طيف

عبد الإمام عبد الله

عبير أحمد

شيماء سبت

فيصل العميري

روان

عبد الله الباروني

حسين إبراهيم

أحمد إيراج

خالد البريكي

خالد العجيرب

ليلى السلمان